# Сеу
Сеу (фр. Céou) је река у Француској. Дуга је 55 km. Улива се у Дордоњу. 